# Licuala micholitzii
Licuala micholitzii är en enhjärtbladig växtart som beskrevs av Henry Nicholas Ridley. Licuala micholitzii ingår i släktet Licuala och familjen Arecaceae. Inga underarter finns listade i Catalogue of Life.